# SC Weiche Flensbourg 08
Maillots
Actualités
Le Sport-Club Weiche Flensburg von 1908 e. V., ou SC Weiche Flensburg 08, est un club sportif basé à Flensbourg, dans le Schleswig-Holstein. Le club est fondé en 1930 sous le nom d'Eisenbahner Turn- und Sportverein Flensburg-Weiche von 1930 e. V., ou ETSV Weiche. Le club accueille les membres du Flensburg 08 (de), et prend son nom actuel, le 1er juillet 2017.
Le club évolue actuellement en 4e division, en Regionalliga Nord. Il est ainsi le club le mieux classé de la ville. L'ancienne section handball du club fait scission en 1974 au sein du SG Weiche-Handewitt (de), et a évolué pendant plusieurs saisons en Handball-Bundesliga et en 2. Handball-Bundesliga.
Le club est associé aux chemins de fers allemands, comme en témoigne le terme de « club sportif et de gymnastique des chemins de fers » (Eisenbahner Turn- und Sportverein) dans son ancien nom. Par ailleurs, Weiche est le terme allemand pour « aiguillage », mais aussi le nom du quartier de Flensbourg donc le club est originaire.

## Histoire

### ESV Weiche 1930etTSV Weiche-West
La section football de l'ESV Weiche 1930 e. V. est fondé en 1932. Après la Seconde Guerre mondiale, les footballeurs fondent le TSV Weiche-West en 1949. L'équipe joue au niveau local, puis obtient sa promotion en 2. Amateurliga (Bezirksliga) en 1956. Dans les années 1960, le club crée ses premières équipes de jeunes.

### ETSV Weiche

Logo de l'ETSV Weiche.

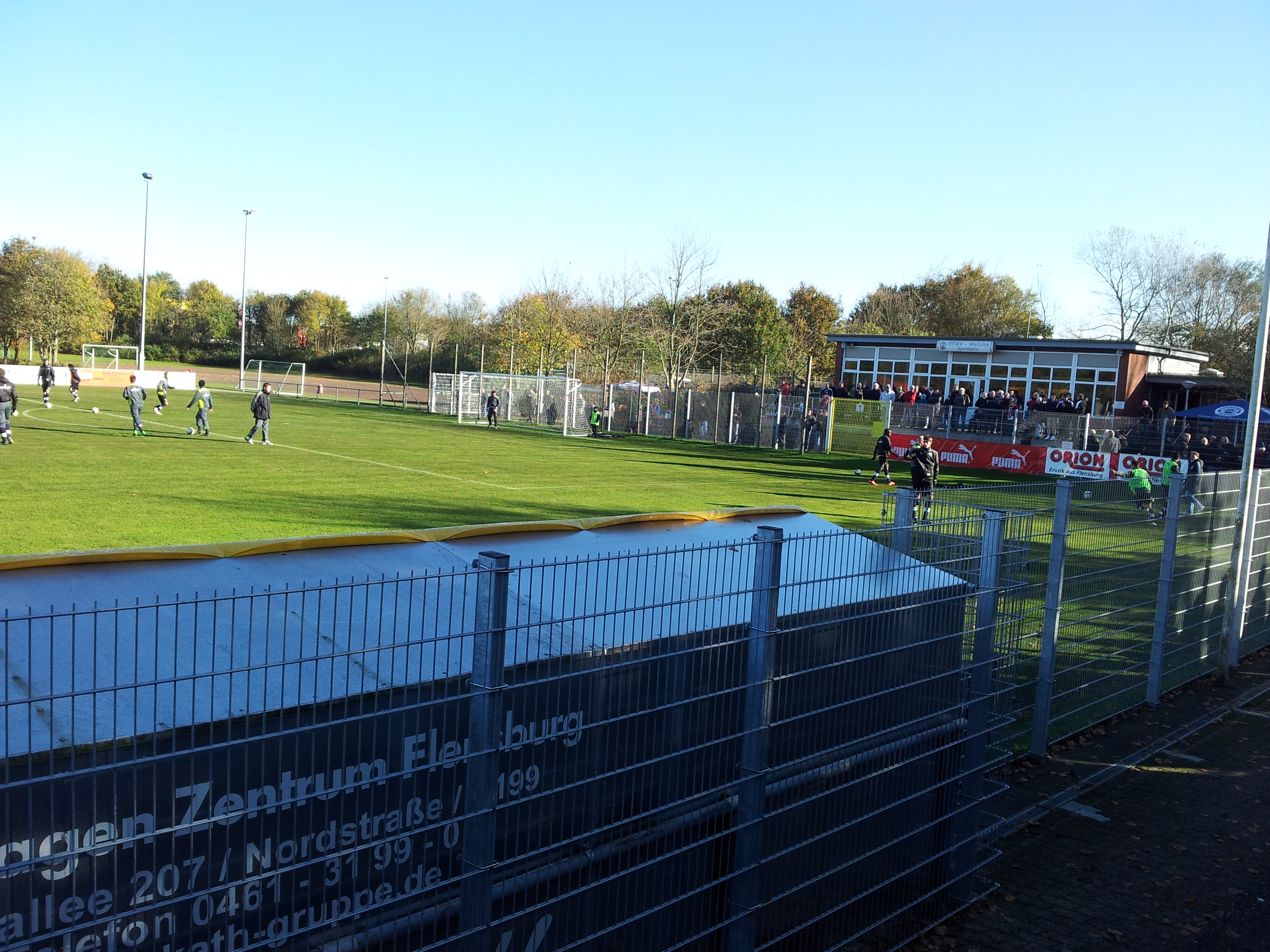
Manfred-Werner-Stadion, stade du Weiche Flensburg.

Le 9 février 1972, le TSV Weiche-West fusionne avec l'ESV Weiche au sein de l'ETSV Weiche. Le club joue dans la Bredstedter Straße depuis 1978. Au terme de la saison 1982-1983, le club obtient sa promotion en Landesliga, alors la 5e division du football allemand. Cependant, le club est relégué au terme d'une saison passée en fond de tableau. En 1992, le club ouvre une section féminine, qui démarre en Bezirksklasse. Au terme de la saison 1993-1994, le club est à nouveau promu en Landesliga (désormais la 6e division suite au réétablissement des Oberligen). Lors de la dissolution des Landesligen en 1999, le club rate la promotion dans la nouvelle formule de la Verbandsliga, et se retrouve en Bezirksliga Nord (7e division). Il retrouve la 6e division, dorénavant nommée Bezirksoberliga, au terme de la saison 1999-2000. Lors de la saison 2006-2007, l'ETSV Weiche remporte la Bezirksoberliga, et est promue en Verbandsliga Schleswig-Holstein, soit la 5e division, et la plus haute division gérée par la SHFV. Le club est cependant relégué immédiatement. Il concourt ainsi lors de la saison 2008-2009 en Verbandsliga Nord-West (6e division), et obtient une 2e place qui lui permet d'être promu en Schleswig-Holstein-Liga en raison de la non-admissibilité du club champion, le SG Sylt-Haddeby. À la fin de la saison 2009-2010, le club termine 11e de Schleswig-Holstein-Liga.
Au terme de la saison 2011-2012, l'ETSV Weiche, second de Schleswig-Holstein-Liga, prend part aux barrages de promotion dans la nouvelle forme de la Regionalliga Nord. Au terme de sa confrontation aller-retour face au SV Holthausen/Biene (de), club bas-saxon, l'équipe obtient sa promotion en Regionalliga.

### Fusion avec leFlensburg 08
En 2013, la direction du Flensburg 08 (de) prévoit une fusion avec le TSB Flensburg (de) et l'ETSV Weiche sous le nom de FSV Flensburg. Les négociations de fusion n'aboutissent pas à la fusion espérée, mais une « petite solution » est trouvée entre le 08 et le Weiche : une coopération dans le secteur de la jeunesse. Ainsi les Juniors A sont fusionnés dans l'équipe Weiche/08 et les Juniors B dans l'équipe 08/Weiche. En novembre 2016, les deux clubs conviennent d'une fusion. Ainsi le Flensburg 08 (de) est dissous le 1er juillet 2017, et ses membres ont rejoint l'ETSV Weiche, qui altère son nom et devient le SC Weiche Flensburg 08.

### LeSC Weiche Flensburg 08en Regionalliga
Lors de la saison 2017-2018 de Regionalliga Nord, le Weiche remporte le championnat, et se qualifie pour les barrages de promotion pour la 3. Liga. Il y est défait par l'Energie Cottbus, champion de Regionalliga Nord-Est, sur un score cumulé de 3 - 2.
Le club remporte également le SHFV-Pokal face au Husumer SV (de). Le club se qualifie de ce fait en DFB-Pokal 2018-2019 où l'équipe bat le VfL Bochum au 1er tour avant de s'incliner face au Werder Brême au 2e tour.
Lors de la saison 2020-2021, le club, leader du groupe Nord de la Regionalliga Nord, ne demande pas de licence pour la 3. Liga, et renonce ainsi à la possibilité de promotion (qui échoira finalement au TSV Havelse, 2e du groupe Sud).

## Palmarès
- Champion de Regionalliga Nord
  - 2018
- SHFV-Pokal
  - 2018, 2021
  - De ce fait, qualification en DFB-Pokal 2018-2019 et en DFB-Pokal 2021-2022
- Champion de Schleswig-Holstein de Soccer intérieur
  - 2014, 2016, 2017, 2018, 2023

## Anciens joueurs connus
- Sascha Görres (en), professionnel avec les Richmond Kickers de 2005 à 2016
- Beke Sterner (de), qui deviendra joueuse en Frauen-Bundesliga avec le SG Essen-Schönebeck
- Torge Paetow (en), jouant actuellement au Preußen Münster